# ドゥアンチャイ・ピチット
ドゥアンチャイ・ピチット（ラーオ語: ດວງໃຈ ພິຈິດ / Douangchay Phichit, 1946年4月5日 - 2014年5月17日）はラオスの軍人、政治家。ラオス人民軍副総参謀長、国防大臣、副首相を歴任。ラオス人民革命党政治局員。最終階級は中将。

## 経歴
ドゥアンチャイは1946年、ラオス南部のアッタプー県サイセーター郡に生まれた。ベトナムの軍事アカデミーに派遣され、内戦末期にラオス人民解放軍に参加。人民民主共和国の建国後も軍に留まり、1982年にはソビエト連邦の軍事アカデミーでも訓練を受けた。
国防省参謀本部部長、国防副大臣を歴任。1991年3月の第5回人民革命党大会において党中央委員に選出され、党内序列第53位となる。翌1992年には副総参謀長に任命。
1996年3月の第6回党大会においては、人民軍准将の階級で党中央委員に再選出され、序列22位へ昇格した。
2001年3月の第7回党大会においては、人民軍少将の階級で党中央委員および党政治局員に選出され、序列第10位に昇格。同年3月27日、第4期第7回国会において新たにブンニャン・ウォーラチット内閣が成立すると、チュンマリー・サイニャソーン中将に代わって国防大臣に就任した。チュンマリーとドゥアンチャイはサイセーター郡の同郷であり、チュンマリーが引退後も影響力を行使するための人事であったと見られる。
2006年3月の第8回党大会において党政治局員に再選出され第9位となり、大会後は中将に昇格した。同年6月の第6期第1回国会においてブアソーン・ブッパーヴァン副首相が首相に昇格すると、それに伴い副首相の兼務となった。
2014年5月17日、ドゥアンチャイはジャール平原における対王党派軍戦勝55周年式典に出席するため、首都ヴィエンチャンから空路でシエンクワーン県ポンサワンに向かった。しかし、搭乗したアントノフAN-74TK-300が同県西部に墜落
。この事故ではドゥアンチャイや他の党・政府要人を含む15名が死亡し、2名が生存した。
後任には、5月末にセンヌアン・サイニャラート副大臣が国防大臣代行に任ぜられ、7月の国会で国防大臣として正式承認された。